# Youlia Bogmatser
Youlia Bogmatser est une joueuse de volley-ball ukrainienne née le 3 juin 1984 à Zaporijia. Elle mesure 1,87 m et joue au poste de passeuse. 

## Clubs
| Club                    | De        | À         |
| ----------------------- | --------- | --------- |
| ZDIA Zaporijia          | 2002-2003 | 2002-2003 |
| Krug Cherkasy           | 2003-2004 | 2008-2009 |
| VK Stroitel             | 2009-2010 | 2009-2010 |
| Nilüfer Belediye        | 2010-2011 | 2010-2011 |
| CV 2004 Tomis Constanţa | 2011-2012 | 2011-2012 |
| Nilüfer Belediye        | oct 2012  | déc 2012  |
| Sparta Nijni Novgorod   | 2013-2014 | 2013-2014 |
| Irtych-Kazkhrom         | 2014-2015 | 2014-2015 |
| VK Maritsa Plovdiv      | 2015-2016 | 2015-2016 |
| Orbita ZTMC-ZNU         | 2016-2017 | 2017-2018 |
| VC Polissia             | 2018-2019 | 2019-2020 |
| Orbita-ZNU-ZODUSH       | 2020-2021 | …         |

## Palmarès

### Équipe nationale
- Championnat d'Europe des moins de 20 ans
  - Finaliste : 2002.

### Clubs
- Championnat d'Ukraine
  - Vainqueur : 2005, 2006, 2007, 2008.
- Coupe d'Ukraine
  - Vainqueur : 2005, 2006, 2007, 2008.
- Coupe de Turquie
  - Finaliste : 2011.
- Championnat de Roumanie
  - Vainqueur : 2012.
- Supercoupe de Bulgarie
  - Vainqueur : 2015.
- Championnat de Bulgarie
  - Vainqueur : 2016.
- Coupe de Bulgarie
  - Finaliste : 2016.